# Melanagromyza biseriata
Melanagromyza biseriata är en tvåvingeart som beskrevs av Mitsuhiro Sasakawa 1992. Melanagromyza biseriata ingår i släktet Melanagromyza och familjen minerarflugor. Inga underarter finns listade i Catalogue of Life.